# Natalia Valenzuela
Natalia Valenzuela Cutiva (sinh ngày 16 tháng 4 năm 1989 tại Neiva) là một thí sinh tham gia các cuộc thi sắc đẹp người Colombia. Valenzuela thắng cuộc thi Hoa hậu Huila 2010 cho phép cô tham gia cuộc thi Hoa hậu Colombia 2010, cuộc thi cô giành danh hiệu công chúa thứ 1 (Á hậu 2) và Hoa hậu Quốc tế Colombia.

## Đầu đời
Valenzuela sinh tại Neiva vào ngày 16 tháng 4 năm 1989. Các số đo của cô là 86–61–91 (cm); chiều cao 1,77 m và có đôi mắt nâu, mái tóc nâu và làn da trắng. Cô học tập nghiên cứu nghệ thuật biểu diễn và là một thành viên của Cơ quan Tuyển lựa Người mẫu. Valenzuela hiện đang làm việc cho một mạng truyền hình tư nhân Colombia RCN TV với tư cách là người dẫn chương trình truyền hình cho chương trình Style RCN trong tiếng Tây Ban Nha Estilo RCN.

## Hoa hậu Colombia 2010
Valenzuela đại diện cho tiểu bang Huila tham gia cuộc thi quốc gia mang tên Hoa hậu Colombia 2010, tổ chức tại Cartagena de Indias vào ngày 15 tháng 11 năm 2010. Cô được trao vương miện Á hậu 1 đầu tiên sau khi đạt được số điểm cao nhất: 9,7 trong phầnthi áo dạ hội và 9,6 trong phần thi áo tắm. Ngoài ra, Cutiva cũng giành được một số giải thưởng đặc biệt trước phần thi cuối cùng của chương trình Hoa hậu Colombia: Hoa hậu Cảnh sát Quốc gia, Hoa hậu Hình thể Xuất sắc và Hoa hậu Đẹp Tự nhiên.
Theo truyền thống, sẽ có một thí sinh đại diện cho Colombia tại Hoa hậu Quốc tế, nhưng độ tuổi tối đa để tham gia là 24, tại thời điểm diễn ra sự kiện. Trước đó, Lizeth Gonzalez được ủy nhiệm đại diện cho Colombia trong cuộc thi lần thứ 18 của Top Model of the World và Valenzuela đã hoán đổi vị trí với cô này để tham gia cuộc thi Hoa hậu Quốc tế 2011.

## Hoa hậu quốc tế 2011
Vào ngày 6 tháng 11 năm 2011, Valenzuela thi đấu tại cuộc thi Hoa hậu Quốc tế 2011, được tổ chức tại Thành Đô (Trung Quốc). Cô tham gia với tư cách thí sinh đại diện Colombia, nhưng ra về mà không được xếp hạng.